# ديك داي
ديك داي (بالإنجليزية: Dick Day)‏ هو سياسي أمريكي، ولد في 9 مارس 1937 في روشستر في الولايات المتحدة. حزبياً، نشط في الحزب الجمهوري لمينيسوتا ‏ والحزب الجمهوري. وقد انتخب عضو مجلس ولاية مينيسوتا.